# Галлахер, Рори
Уильям Рори Галлахер (Гэллэхер, англ. William Rory Gallagher; 2 марта 1948, Баллишаннон, Донегол, Ирландия — 14 июня 1995, Лондон, Англия) — ирландский блюз-рок-музыкант, гитарист-виртуоз, автор песен. Он наиболее известен своими сольными альбомами и своей карьерой в группе Taste в конце 60-х годов. В мире продано 30 миллионов копий альбомов Рори Галлахера.
Британским журналом «Classic Rock» Галлахер включен в список величайших гитаристов всех времен.

## Детство
Рори Галлахер родился 2 марта 1948 года в городе Баллишаннон, графство Донегол. В 1949 году семья Галлахеров переехала в город Дерри, в 1956 году семья переехала в Корк, и Галлахер получил свой первый инструмент — укулеле. Рори заинтересовался рок-музыкой, когда впервые услышал выступление Элвиса Пресли по телевизору. В 1957 году, в возрасте 9 лет Рори получил свою первую акустическую гитару в подарок от родителей и самостоятельно научился на ней играть. В 1960 году Рори выиграл конкурс талантов в Корке и купил свою первую электрогитару. В 1963 году он купил за 100 фунтов Fender Stratocaster 1961 года выпуска, с которым не расставался до самой смерти.

## Карьера
Первыми группами Галлахера были ирландские шоубэнды, игравшие популярные песни того времени. В 1965 году он вступил в ритм-энд-блюзовую группу, гастролировавшую по Ирландии и Испании. Он основал группу Taste в 1966 году, но состав, завоевавший славу, был сформирован лишь в 1967 году. В него входил Галлахер (гитара, вокал), Джон Уилсон (John Wilson) (барабаны), Ричард МакКрэйкен (Richard McCracken) (бас). Группа выпустила два альбома — (Taste, On the Boards) и сделала две концертные записи (Live at Montreux, Live at the Isle of Wight). Live at the Isle of Wight была выпущена лишь по прошествии длительного времени с момента распада группы, который произошёл вскоре после выступления группы на фестивале Isle of Wight в 1970 году.
После распада Taste Галлахер гастролировал под своим собственным именем. Он попросил басиста Гэрри МакЭвоя (Gerry McAvoy) поучаствовать в создании его первого сольного альбома (Rory Gallagher), тем самым положив начало плодотворному сотрудничеству, которое в дальнейшем будет продолжаться на протяжении последующих 20 лет гастрольной деятельности. К ним присоединился Уилгар Кэмпбэлл (Wilgar Campbell) за ударной установкой.
70-е годы были самым плодотворным периодом в творчестве Галлахера. В эти годы он выпустил 10 альбомов, среди которых две концертные записи (Live in Europe и Irish Tour '74), которые великолепно отражают всю мощь музыки Галлахера. В 1972 году он выпустил альбом Deuce и был удостоен звания Лучшего музыканта года журналом «Melody Maker», обогнав Эрика Клэптона. Его альбом Live in Europe успешно продавался не только в Ирландии, но и во всем мире.

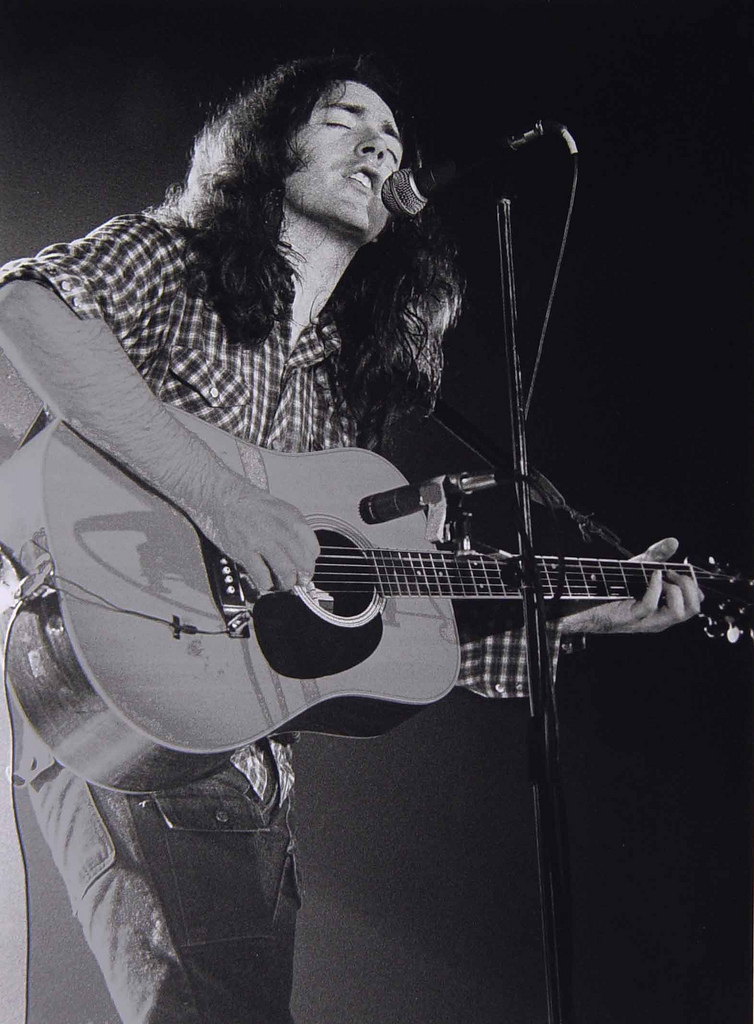
Рори Галлахер в Нидерландах, 26 марта 1976 г.

Галлахер говорил, что он играл и записывал то, что «живёт во мне все время, а не то, что я просто включаю…». Несмотря на то, что его альбомы разошлись тиражом более 30 миллионов по всему миру, наибольшее уважение и славу он получил за свои продолжительные концерты, требовавшие огромных затрат сил и энергии. Его страсть и талант к блюзу запечатлены в фильме 1974 года Irish Tour '74, режиссёром которого стал Тони Палмер (Tony Palmer).
Состав, включавший в себя Rod De'Ath (барабаны) и Луи Мартина (клавишные) просуществовал в период с 1973 по 1978 годы. В этот период были выпущены альбомы Against the Grain, джазовый Calling Card (записанный в ассоциации с Роджером Гловером, басистом Deep Purple) и тяжелые блюз-роковые альбомы Photo Finish и Top Priority.
Будучи преданным последователем блюза, Галлахер играл со многими звездами этого жанра. Выступал с Мадди Уотерсом и Джерри Ли Льюисом на их совместных London Sessions. Галлахера приглашали занять место Мика Тэйлора в The Rolling Stones и "The Eagle" в Canned Heat, после того, как они покинули группы. Он был второй кандидатурой Дэвида Ковердейла на замену Ричи Блэкмора в Deep Purple (после Джеффа Бека).
В 1980-х годах он продолжал записываться, но уже с меньшей скоростью, выпустив альбомы Jinx, Defender и Fresh Evidence. В этих альбомах он развивал более зрелый блюзовый стиль. После выпуска Fresh Evidence он провел удачный концертный тур по США.

## Смерть
Здоровье Галлахера и его возможность выступать были подорваны алкоголем, которым он злоупотреблял в ранней молодости, и нескончаемыми, изнурительными концертными выступлениями.
Губительный эффект на общее состояние Рори произвели и успокоительные лекарства, которые в то время рекомендовались открыто тем, кто боится летать самолётами. Впоследствии, в 1990-х, было доказано, что эти «успокоительные» лекарства разрушают печень.
В конце 1980-х у Галлахера резко ухудшилось состояние здоровья, но все же он продолжал гастролировать. Донал Галлахер:

«Гастроли были естественным лекарством для Рори, он занимался тем, что умеет делать лучше всего, адреналин бурлил в его крови, вся энергия шла на пользу. Но в этом и заключалась дилемма. То, от чего ему становилось лучше, ухудшало его физическое состояние, изматывая его».
После тура во второй половине 1994 года здоровье Рори резко ухудшилось в первые два месяца 1995 года. Короткий тур по Голландии в конце января был отменён на середине, когда он заболел.
На момент его последнего выступления, которое состоялось 10 января 1995 года в Голландии, было заметно, что Галлахер чувствует себя нехорошо. Была необходима пересадка печени и она прошла успешно, но перед самой его выпиской из госпиталя развилась инфекция Methicillin-resistant Staphylococcus aureus (MRSA). Недостаточно окрепший иммунитет Рори не справлялся с инфекцией, вызвавшей воспаление легких. Самочувствие Рори Галлахера быстро ухудшалось и он скоропостижно умер в Лондоне 14 июня 1995 года.

«Когда у него начались боли в брюшной полости, что, наверно, и было первым сигналом о проблемах с печенью, ему прописали парацетамол, который может наделать ещё больших бед, если печень не в порядке. Я жалею, что все необходимые проверки не были сделаны вовремя».
В марте 1995 года Рори лёг в больницу King’s College в Лондоне и только тогда впервые выяснилось, насколько истощено было его здоровье — его печень отказывала и была необходима пересадка.
«Пожалуй, впервые за всё время он получил такой медицинский уход, в котором он нуждался. Хирург, который проводил операцию, был шокирован тем, что такому молодому человеку требовалась новая печень. Всему причиной был алкоголь, однако Рори вовсе не был таким горьким пьяницей, как о нём сплетничали».
После 13 недель, проведённых в палате интенсивной терапии, Галлахера должны были перевести в больницу для выздоравливающих, когда у него началось заражение. Донал Галлахер:

«Я не верил, что он умрёт. Или я не хотел в это верить. В конце его состояние ухудшалось очень быстро, поскольку его иммунная система была истощена. Врачи накачали его антибиотиками, однако всё было без толку».

## Наследие
Доналом Галлахером, братом Рори Галлахера, был посмертно издан сборник акустических композиций Wheels Within Wheels (2003), на котором вместе с Рори Галлахером играли Bert Jansch, Martin Carthy, The Dubliners и Лонни Донеган.
Многие современные музыканты, включая Эджа из U2, Слэша из Velvet Revolver, Джонни Марра из The Smiths, Гленна Типтона из Judas Priest, Вивиана Кэмпбэлла из Def Leppard и Брайана Мэя из Queen, считают Галлахера примером для подражания и вдохновителем в период становления их музыкального стиля.

## Stratocaster Галлахера
Галлахер всегда ассоциируется с его знаменитой Fender Stratocaster 1961 года (серийный номер 64351), трёхцветный санбёрст которой стёрся за годы до дерева почти полностью. Возможно, она была первой в Ирландии, первоначально заказанная участником шоубэнда, но тому не понравился цвет инструмента, и Галлахер купил гитару в музыкальном магазине «Crowley’s Music Store» всего за 100 фунтов. Гитара была модифицирована Галахером.
После смерти Галлахера компания Fender выпустила ограниченную партию гитар в серии Signature, до мельчайших подробностей повторявших инструмент Рори Галлахера.

## Память
- 25 октября 1997 года в Rory Gallagher Place (переименованной St. Paul's St. Square) города Корка была воздвигнута скульптура, посвященная Рори Галлахеру. Скульптором стала подруга детства Рори Джеральдина Кридон[3]. Они выросли вместе, живя на одной улице Маккертан.
- Паб в городе Корке на улице Маккертан, 32 был назван «Gallaghers» в память о нём.
- В городе Бэллишэннон, месте рождения Галлахера, существует выставка, экспонаты которой покрывают весь жизненный путь Галлахера и включают в себя многие памятные вещи.
- На площади Meeting House в Дублине есть угол Рори Галлахера. На этом углу расположена бронзовая статуя в натуральную величину, повторяющая стратокастер Галлахера
- В 2004 году в городе Корке была открыта музыкальная библиотека Рори Галлахера.
- Улица в городе Ris-Orangis, расположенном недалеко от Парижа, была переименована в Rue Rory Gallagher.
- Ирландский музыкант Pierce Turner записал песню «The Ballad of Rory Gallagher» на своем альбоме The Boy to be With.
- Ирландский музыкант John Spillane записал песню «A Song For Rory Gallagher» на своем альбоме Hey Dreamer.
- Ирландский музыкант Пат Макманус записал песню «Return of the G Man» на своем альбоме "In My Own Time".
- Британский музыкант Берни Марсден выпустил в 2009 альбом-посвящение Bernie Plays Rory,состоящий из блюзов, сыгранных или сочинённых Галлахером.

## Дискография

### Альбомы
- Rory Gallagher — 1971
- Deuce — 1971
- Live In Europe — 1972
- Blueprint — 1973
- Tattoo — 1973
- Irish Tour — 1974
- Against the Grain — 1975
- Calling Card — 1976
- Photo-Finish — 1978
- Top Priority — 1979
- Stage Struck — 1980
- Jinx — 1982
- Defender — 1987
- Fresh Evidence — 1990
- The G-Man Bootleg Series Vol.1 — 1992
- BBC Sessions — 1999
- Let's Go to Work — 2001
- Meeting with the G-Man — 2003 (Бутлег)

### Сборники
- The Story So Far — 1974
- In The Beginning — 1975
- Sinner… and Saint — 1975 (композиции из Rory Gallagher и Deuce)
- Take It Easy Baby — 1976
- The First And The Best — 1978
- A Blue Day For The Blues — 1995
- Last of the Independents — 1995
- Etched In Blue — 1998 (BPI: 60,000)
- Wheels Within Wheels — 2003
- Big Guns: The Very Best Of Rory Gallagher — 2005
- Live At Montreux — 2006
- The Essential — 2008

### DVD
- Irish Tour 1974—2000
- At Rockpalast — 2004
- The Complete Rockpalast Collection — 2005
- Live at Cork Opera House — 2006
- Live In Montreux — 2006
- Featured on «Old Grey Whistle Test — The Best Of…» with the track «Hands off» — 1973

### Совместные с другими музыкантами
- Cream Farewell Concert — Cream — 1968 — Opening Act
- The London Muddy Waters Sessions — Muddy Waters — 1972
- The Session — Jerry Lee Lewis — 1973
- Drat That Fratle Rat — Chris Barber — 1974
- London Revisited — Muddy Waters — 1974
- Gaodhal’s Vision — Joe O’Donnell (electric fiddle player) — 1977
- Live — Albert King — 1977
- Tarot Suite — Mike Batt — 1978
- Puttin' On The Style — Lonnie Donegan — 1978
- Jammin` With Albert — Albert Collins & The Icebreakers — 1983
- Box of Frogs — Box of Frogs — 1984
- Strangeland — Box of Frogs — 1986
- The Scattering — The Fureys and Davey Arthur — 1989
- Out of the Air — Davy Spillane Band — 1989
- Shadow Hunter — Davy Spillane — 1990
- Words and Music — Phil Coulter — 1989
- 30 Years A-Greying — The Dubliners — 1992
- The Outstanding — Chris Barber and Band — 1993
- Kindred Spirits — Eamonn McCormack — 2007